# 탐정 (영화)
탐정(Detective)은 프랑스에서 제작된 장 뤽 고다르 감독의 1985년 드라마, 미스터리 영화이다. 클로드 브라소 등이 주연으로 출연하였고 크리스틴 고즐런 등이 제작에 참여하였다.

## 출연

### 주연
- 클로드 브라소
- 나탈리 베이
- 조니 할리데이

### 조연
- 로랑 떼르지에프
- 장 피에르 레오
- 알레인 커니
- 자비에 세인트 머커리
- 스테판 페라라
- 엠마누엘 자이그너
- 줄리 델피
- 앤 기젤 글라스
- 시릴 오빈